# Pont d'Ourjout
Le pont d'Ourjout ou pont de Bordes-sur-Lez est un pont en arc qui enjambe le Lez, un affluent du Salat.

## Géographie

### Situation
L'édifice est situé dans les Pyrénées sur la commune de Bordes-Uchentein, au village des Bordes-sur-Lez) dans le département de l'Ariège, dans la région Occitanie, en Castillonnais.

### Accès routier
Pont routier en maçonnerie accédant à l’église Notre-Dame d'Ourjout de 6 m de hauteur, largeur 3,20 m et d'une portée de l'arc de 12 m.

## Histoire
La campagne principale de construction date de la deuxième moitié du XIIIe siècle.

### Monument historique
Le pont de Bordes-sur-Lez est inscrit au titre des monuments historiques par arrêté du 20 juin 1941.